# 裸首小鱸
裸首小鱸為輻鰭魚綱鱸形目鱸亞目河鱸科的其中一種，分布於美國西維吉尼亞州、維吉尼亞州、北卡羅來納州New河以上卡諾瓦瀑布流域，體長可達9.6公分，棲息在礫石底質的急流。